# Шидловські
Шидловські (Шилови) — походять з давнього польського шляхетського роду, що ведеться від Козьми Васильовича Шилова, який у 1535 році виїхав із Польщі на службу до великого князя московського Василія ІІІ Івановича, за що отримав маєтності у Суздальському повіті. Нащадки Козьми Васильовича служили московським государям на різних службах дворянами, стряпчими, жильцями, стольниками та т. п.
Стали широко відомими з кінця 17 ст. як слобожанський козацький шляхетський старшинський і дворянський рід Російської імперії. Були старшинами Харківського та Ізюмського слобідських козацьких полків. Займали полковницький уряд. Після скасування полкового устрою Слобожанщини злилися з загальноімперською аристократією. 
За проханням Григорія Романовича Шидловського «Шидловські», були внесені в 1786 році до VI-ї частини родовідної книги Харківської губернії. Майже в той же час (1790 рік) за проханням його п’ятиюрідного брата Євдокима Степановича Шидловського «Шидловські», були внесені до VI-ї частини родовідної книги Воронізької губернії.

## Походження прізвища
Шидловські  вважається польським прізвищем, яке походить від польського слова «Шило» (пол. Szydło). Також перші представники роду на Слобожанщині (Федір Володимирович та Лаврентій Іванович) інколи іменуються Шиловими. 
Приблизно з 1705 року Федір Володимирович почав називати себе Шидловським, його прикладу наслідували численні родичі, що переходили на службу до Слобідської України у міру укріплення службового становища Федора Володимировича. Найімовірнішою причиною такої зміни прізвища, на думку самих нащадків Шидловських, була тодішня мода на "полонізацію" прізвищ, що додавало певної "аристократизації".
Крім слобідсько-українського шляхетського роду Шидловських також є польський шляхетський рід Шидловських (пол. Szydłowscy).

## Поява Шидловських на Слобожанщині

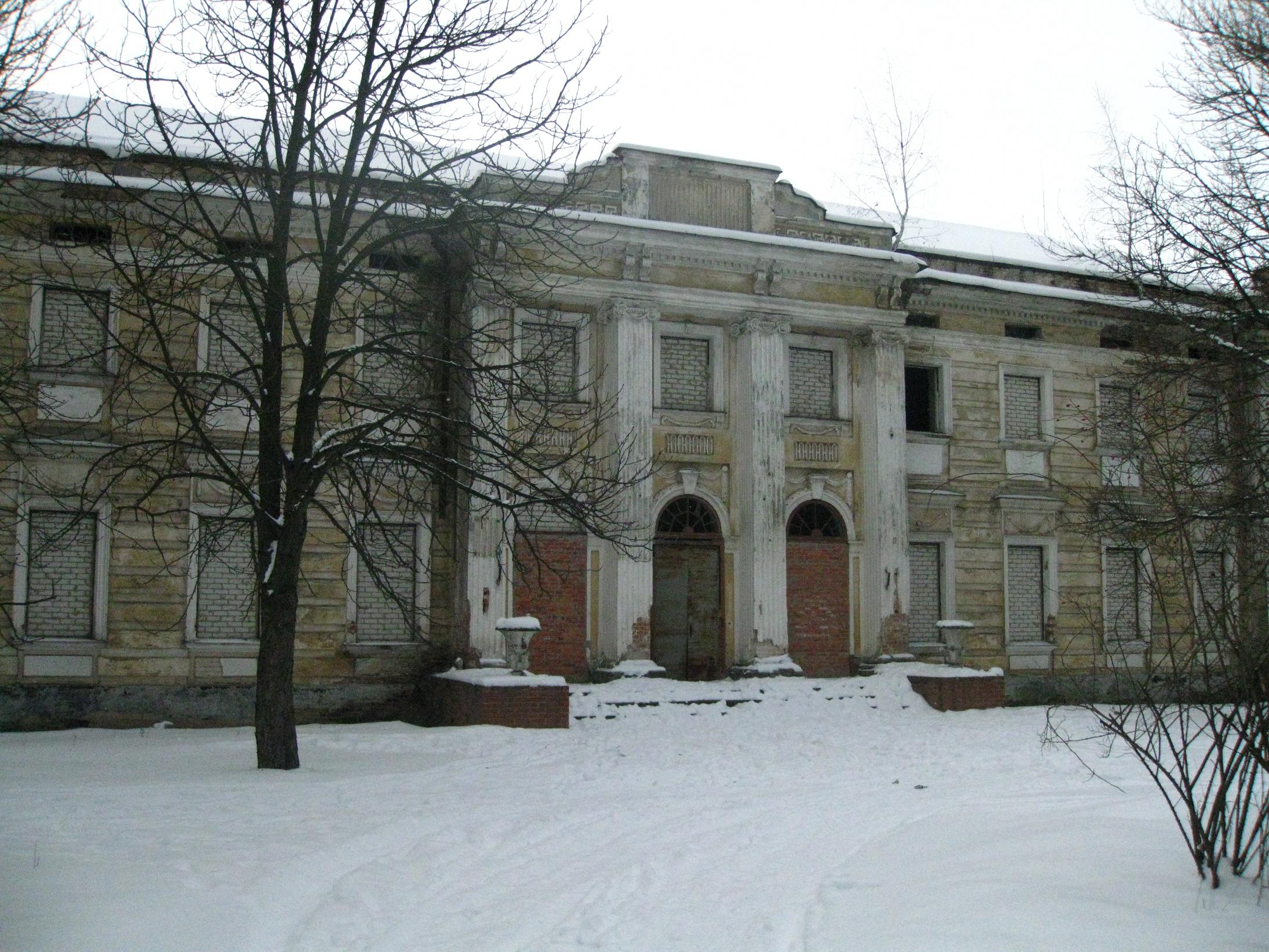
Палац Шидловських в Старому Мерчику побудований Г.Р. Шидловським

В описах шляхетської родини Шидловських зазначається, що вони походять з Польщі. Першим відомим в роду був Козьма Васильович Шилов який в 7043 (1535) році прибув служити до князя Московщини Василя Івановича  , за що був одарений ним маєтками. 
Першим задокументованим Шидловським (Шиловим) на Слобожанщині був Федір Володимирович, сина сотника московських стрільців Володимира Васильовича Шилова.  В зв’язку з тим, що полковник Харківського та Ізюмського полків Григорій Єрофійович Донець-Захаржевський був тестем  Федора Володимировича, то після смерті полковника (1693) харківсько-ізюмське козацтво благало царя Петра І за малолітством «Донцівських дітей» поставити Ізюмським полковником родича вмерлого Григорія Єрофійовича. Через деякий час Федір Володимирович стає також Харківським полковником, в цей же час з’являються згадки про його небожа Лаврентія Івановича, який був при дядькові наказним полковником (1708). Чугуївським воєводою був ще один небіж Федора Володимировича - Григорій Іванович.

## Представники роду

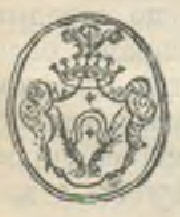
Печатка бригадира Ф.В. Шидловського

Рід ведеться від Козьми Васильовича Шилова, який у 1535 році виїхав із Польщі на службу до великого князя московського Василія ІІІ Івановича, за що отримав маєтності у Суздальському повіті. Нащадки Козьми Васильовича служили московським государям на різних службах дворянами, стряпчими, жильцями, стольниками та т. п. 
В зв’язку з тим, що рід був доволі розгалуженим, а також внаслідок того, що крім слобідських Шидловських були в Російській імперії ще шляхетські роди з таким же прізвищем, остаточно  скласти всіх відомих представників роду складно. Тому розпис роду складається з двох частин: перша – відома спорідненість, та друга – перелік представників Шидловських, спорідненість яких гіпотетична або не вписана в поколінний розпис.
Володимир Васильович (?) Шилов (в чернецтві Василь) (1) (XVII ст.) - перший історично достовірний представник родини Шидловських (Шилових). Відомостей про нього майже немає. Батько першого Шидловського на Слобідській України, та дід засновника слобідських Шидловських. Згадується сотником московських стрільців у 1638 році. Згідно з Уставом (1682), подарованим його сином Федором Володимировичем в Покровський монастир міста Харкова, дружину Володимира Васильовича кликали Марією. В кінці життя став ченцем на ім’я Василь.  Праправнук першого вихідця з Польщі Козьми Васильовича Шилова, мав сімох синів.
- Афанасій Володимирович Шилов - старший син Володимира Шилова, був дворянином московським (1681 рік).
  - Сергій Афанасійович Шилов - стольник цариці Прасков'ї Федорівни (1692 р.) та валуйський комендант (1711 р.).
- Василій Володимирович Шилов - третій син Володимира Шилова, був стряпчим (1683 р.), потім стольником (1692 р.) та воєводою Шуйським.
- Тимофій Володимирович Шилов - п'ятий син Володимира Шилова, був стольником (1689 р.).
- Андрій Володимирович Шилов - чугуївський комендант (1711 р.).
- Федір Володимирович Шидловський (Шилов) (2) (?-1719)  - молодший син Володимира Шилова. Зять Григорія Єрофійовича Донець-Захаржевського. Стольник (1692 р.), наказний полковник харківський, козацький полковник Ізюмський  (1694-1711), Харківський  (1706-1709). В 1710-1711 роках Бригадир Слобідських козацьких полків. Генерал-майор з 1709 року. Знятий з посади та заарештований за обвинуваченнями в розкраданні грошей та перевищенні влади під час походу в Польщу (мав за необережність нажити собі ворога в особі царського фаворита князя Меншикова). Засуджений до страти, але на прохання харківських та ізюмських козаків її відмінили, здійснивши повну конфіскацію майна. Останні дні жив у родичів в Москві та Харкові. В 1691 заснував та оселив слободу Старий Мерчик.
- Іван Володимирович Шидловський (2)- син Володимира Шилова, брат Федора Володимировича (2). Мав синів Лаврентія (3) (засновника слобідської родини Шидловських) та Григорія (3).
  -     - Григорій Іванович Шидловський (3)- син Івана Володимировича (2). Небіж Федора Володимировича Шидловського (2). Воєвода Чугуївський.
    - Лаврентій Іванович Шидловський (3) (1687-1743) - син Івана Володимировича (2). Небіж Федора Володимировича Шидловського (2). Наказний полковник Харківського полку (1708-1710). Полковник Харківського (1710-1712) та Ізюмського (1730-1743) полків.[6] Великий землевласник на Харківщині.
      - Григорій Лаврентійович Шидловський (4) – син Лаврентія Івановича (3).
      - Микола Лаврентійович Шидловський (4) – син Лаврентія Івановича (3). Харківський полковий осавул. Був одружений з Акулиною (Акилиною) Костянтинівною, донькою Костянтина Григоровича Донець-Захаржевського. Родина мала сина Іларіона Миколайовича. В віно за дружину було дано село Куньє. [7]
        - Іларіон Миколайович (5) – син Миколи Лаврентійовича та Акулини Костянтинівни.

      - Роман Лаврентійович Шидловський (4) (коло 1714-1779) - син Лаврентія Івановича (4). Мав чотирьох синів:Григорій (1752-1820), Михайло (1750), Микола (?-1820), Роман (?- не пізніше 1835 року). 
        - Григорій Романович Шидловський (5) (1752-1820) – син Романа Лаврентійовича (4). Дійсний статський радник. Заступник Харківського намісника (1784-1796).  Слобідсько-Український віце-губернатор (1796-1800). Очолював харківську казенну палату. Маршалок шляхти Харківського намісництва (1783-1789)[8] Валківський повітовий маршалок шляхти (1780-1783). Культурний діяч Слобожанщини, письменник, поет, перекладач.  Був членом Попівського гуртка Палицина О.О.,  де співпрацював з більшістю просвітницьких та культурних діячів Слобожанщини того часу [9]  будучи заможним землевласником залишив по собі пам’ять побудованими храмами в Старому (1778) та Новому Мерчиках (1782), в Олександрівці (1795) та в Райському (1780). Також знаковою подією стала побудова в Старому Мерчику (родинному маєтку Шидловських) величного палацу. Мав сина Федора.
          - Федір Григорович Шидловський (6) – син Григорія Романовича (5). Весь спадок передав племінниці Наталі Олексіївні Орловій-Денисовій (7), оскільки його син втік з двоюрідною сестрою за кордон. Володів Старим Мерчиком.

        - Михайло Романович Шидловський (5) (1750 рік народження) – син Романа Лаврентійовича. Майор (1801). Харківський повітовий маршалок шляхти (1801-1804). В 1779 році купив у князя В’яземського селище Троїцьке. Був одружений з Авдотьєю (Євдокією) Миколаївною, дочкою майора Миколи Петровича Дуніна. Шлюб був невдалим, дружина забрала гроші й втекла (1805 рік) від чоловіка та дітей з коханцем. Родина мала двох синів Миколу (6) та Романа (6).
          - Микола Михайлович Шидловський (6) – син Михайла Романовича (5) та Авдотьї Миколаївни. Поручик (1825). Одружений з Євдокією. Родина мала дітей: Михайло, Дмитро та Микола. 
            - Михайло Миколайович Шидловський (7) - син Миколи Михайловича та Євдокії.
            - Дмитро Миколайович Шидловський (7) - син Миколи Михайловича та Євдокії.
            - Микола Миколайович Шидловський (7) - син Миколи Михайловича та Євдокії.

          - Роман Михайлович Шидловський (6) – син Михайла Романовича (5).  Корнет (1830). [10] Був власником маєтку в слободі Знаменська (Валківський повіт).
            - Олександр Романович Шидловський (7) – син Романа Михайловича (6). Дійсний статський радник.  Харківський губернський маршалок шляхти (1876-1885). [11]

        - Микола Романович Шидловський (5) (?-1820) – син Романа Лаврентійовича (4). Капітан (1786), після виходу у відставку - колезький асесор (1801). Після розподілу спадку батька (1779) отримав у спадок Куньє та Катеринівку. Побудував в Куньєму палац та винокурню. Був одружений з Марією Іванівною (при народженні Капустянська) (1767-28.03.1855). В придане дружина йому принесла слободу Іванівку. Викупив у Василя Андрійовича Зарудного частину села Букине. В 1758 отримав ярлик на поставку свого вина до Чугуєва, в казенний винний магазин. Ізюмський повітовий маршалок шляхти (1783-1786, 1801). Після його смерті дружина збудувала кам’яну церкву Покрови Богородиці (1822), а зі старої дерев’яної зробила родинну крипту Шидловських. В шлюбі мали доньку Катерину.
          - Катерина Миколаївна Меллер-Закомельська (6) – донька Миколи Романовича (5) та Марії Іванівни. Була єдиною дитиною в родині. Одружена з гвардійським капітаном бароном Георгієм Петровичем Меллер-Закомельським.

        - Роман Романович Шидловський (5) (?- не пізніше 1835) – син Романа Лаврентійовича (4). Лейб-гвардії прапорщик (1786). Після смерті батька (1779 рік), при розподілі спадку між братами йому дістається село Богуславське та хутір Кременецький. За життя постійно скуповував землі на Харківщині. В 1783 році придбав у Бужинського хутір Задонецький та перейменовує його на Романівський. В 1787 придбав у Івана Дмитровича Пашкова маєток в селищі Савиноіванівці. В 1792 придбав у поручика І.Я. Таранухіна землі  в Буряківському бурчаці та Сухенському байраці. Був одружений з Варварою (рік смерті 1799-1804). Після смерті дружини жив відлюдькувато.
          - Олексій Романович Шидловський (6) – син Романа Романовича (5).
            - Наталя Олексіївна Орлова-Денисова  (Лужина, Шидловська)  (7)  (1821-1883)– донька Олексія Романовича (7).  Дружина полковника лейб-гвардії козацького полку графа Миколи Васильовича Орлова-Денисова (1815-1855), сина  героя  наполеонівських війн, а також партизанського керівника генерала від кавалерії графа Василя Васильовича Орлова-Денисова. В другому шлюбі Лужина (з 1857), [12] дружина генерал-лейтенанта Івана Дмитровича Лужина (1802-1868).[13]  Мала судову суперечку з родичами за слободу Старий Мерчик. Виграла її в суді (коло 1838 року). Фактично, остання власниця Старого Мерчика з роду Шидловських.

- Федір Петрович Шидловський - офіцер Ізмайлівського полку (1712 рік).
- Родіон Мінич Шидловський - капітан Ізюмського ескадрону (1711 р.), комендант міста Полатова, Бірюченський повіт Воронезької губернії  (1719 р.). Засновник Воронезької лінії Шидловських.
- Андрій Шидловський (XVIII ст.)- мав трьох синів: Василя, Петра та Якова.
  - Василь Андрійович Шидловський – син Андрія Шидловського. Вахмістр (1787рік). Співвласник (з братами)  хутора Назарківського.
  - Петро Андрійович Шидловський – син Андрія Шидловського. Козак (1787рік). Співвласник (з братами)  хутора Назарківського.
  - Яків Андрійович Шидловський – син Андрія Шидловського. Козак (1787рік). Співвласник (з братами) хутора Назарківського.
- Василь Шидловський (XVIII ст.)- мав трьох синів: Івана, Миколу та Ореста.
  - Марія Василівна Квітка- донька Василя Шидловського. Дружина Федора Івановича Квітки.
  - Іван Васильович Шидловський – секунд-майор (1786). Майор. Чугуївський повітовий маршалок шляхти (1789-1792, 1792-1795).
  - Микола Васильович Шидловський – поручик (1786), титулярний радник. Зміївський повітовий маршалок шляхти (1804-1807, 1807-1810, 1810-1813).
    - Михайло Миколайович Шидловський – таємний радник. Валківський повітовий маршалок шляхти (з 1882 року).
    - Микола Миколайович Шидловський  - гвардії капітан (1861).

  - Орест Васильович Шидловський –поручик (1786).
- Роман Михайлович Шидловський – корнет (1825). Одружений з Ольгою. Родина мала доньку Варвару та синів Миколу та Олександра.
  - Варвара Романівна - донька Романа Михайловича та Ольги Шидловських.
  - Микола Романович Шидловський (1849)- син Романа Михайловича та Ольги Шидловських. Надвірний радник. Мав сина Олександра.
    - Олександр Миколайович Шидловський (1897) - син Миколи Романовича.

  - Олександр Романович Шидловський (1852) - син Романа Михайловича та Ольги Шидловських.
  - Софія Романівна Піллар-фон-Пільхау (Щербиніна) - донька Романа Михайловича та Ольги Шидловських (коло 1824 року). Перший шлюб з Дмитром Петровичем  Щербиніним. В другому шлюбі Піллар-фон-Пільхау (1871 рік). Від Щербиніна мала доньку Софію.
- Євдоким Шидловський
  - Іван Євдокимович Шидловський (рік смерті коло 1849) – колезький радник. Був одружений з Марією.
    - В’ячеслав Іванович Шидловський (1864) – син Івана Євдокимовича та Марії Шидловських. Колезький асесор.

  - Олексій Євдокимович Шидловський – колезький секретар (1828). Був одружений з Апраксією. Родина мала сина Федора. 
    - Федір Олексійович  Шидловський - син Олексія Євдокимовича та Апраксії Шидловських.
- Михайло Романович Шидловський -  генерал-лейтенант. Мав дітей Ольгу та Костянтина (1887).
  - Ольга Михайлівна – донька генерала Михайла Романовича.(1887)
  - Костянтин Михайлович Шидловський – син генерала Михайла Романовича.(1887)
- Микола Миколайович Шидловський – полковник. Одружений з Варварою Олександрівною. Мали дітей: Митрофана, Михайла, Сергія, Олександра та Олену.
  - Митрофан Миколайович Шидловський - син Миколи Миколайовича і Варвари Олексіївни Шидловських (1889).
  - Михайло Миколайович Шидловський - син Миколи Миколайовича і Варвари Олексіївни Шидловських (1889).
  - Сергій Миколайович Шидловський - син Миколи Миколайовича і Варвари Олексіївни Шидловських (1889).
  - Олександр Миколайович Шидловський - син Миколи Миколайовича і Варвари Олексіївни Шидловських (1889).
  - Олена  Миколаївна – донька  Миколи Миколайовича і Варвари Олексіївни Шидловських (1889).

## Маєтки
1) Маєтки Федора Володимировича Шидловського на час конфіскації його майна у 1711 році:
- У м. Харкові: двір, на якому мешкав Федір Володимирович, на ньому ведеться будівництво кам'яних палат (зроблені тільки нижні комори), усього вісім палат, та зо два десятки дерев'яних будівель у дворі, включаючи будинок, де мешкав Лаврентій Іванович Шидловський.
- Сільце Рождественське на Сіверському Донці: у ньому двір Шидловського огороджений, на огорожі чотири башти, у дворі хороми на 9 світлиць, різні господарські будівлі, у т. ч. кузня, баня, солодовня, броварня, пару винниць, млин на три амбари, сукновальня, два амбари для склодувного заводу, підданих черкасів вісімнадцять дворів та росіян одинадцять дворів.
- На річці Уди, біля шкіряних заводів, виноградники.
- Село Іванівське на річці Гнилиця: церква Іоана Предтечі дерев'яна, острог сосновий з однією баштою, двір Шидловського на 2 світлиці та вільних черкасів 144 двори, росіян - 6 дворів, на тій річці млин.
- Село Дворічний кут: у ньому церква дерев'яна Різдва Богородиці, двір Шидловського з двома світлицями, приворотною ізбою, стайнею, клітями та сараєм, у маєтності вільних черкас 64 двори.
- На В'язовому Колодязі сад яблуневий та винниця порожня.
- На річці Вільшанці: під містечком Вільшанкою два млини, млин між Вільшанкою та Дворічним, та під селом Дворічним млин, між млинами рибні ставки.
- Село Балаклійка: церква дерев'яна Архистратига Михайла, двір Шидловського з трьома хатами, стайнею, погребом та сараєм, у селі росіян чотири двори, вільних черкасів - 81 двір.
- Село Новомлинське: відновлена церква Покрови Пресвятої Богородиці, двір Шидловського з хоромами на 2 світлиці з кімнатками, дві ізби кухарних, баня, невеликий амбар та стайня. У тому ж седі росіян чотири двори, вільних черкасів 125 дворів, на р. Осколі млин на 2 амбари.
- Село Колодязне на річці Колодязній: церква після пожежі відновлена преподобних отців Сергія та Тихона Радонезьських, дворів черкаських відновлених 141, а до пожежі було 190.
- Сільце Уколово у Курському повіті на річці Тускарі, з хоромами двох поміщиків на дворі, горниці з підклітями та клітями, все ветхе. На дворі ізба для слуг, стайня з коморними амбарами, баня, сарай, лідник, житниця, кухня, сад яблуневий з пасікою, під двором кузня, на річці млин.
- На річці Тускарі під деревнею Воробйовою млин з амбаром.
- На р. Маркості, біля устя на р. Снові, також млин з амбаром.
- Сільце Миколаївка на р. Моркості двір поміщицький з господарськими будівлями.
- Сільце Даймино, поміж річок Даймина та Сучка, у ньому вільних черкасів шістдесят дворів.
- Деревня Воробйова, у ній скотний двір, з ізбою, сараєм та гумном на три житниці.
- Деревня Верентинове на річці Штевьці, під деревнею млин.
- У Курському повіті на р. Білий Колодязь селяться знов поляки, у них 35 дворів та 40 сімей.

2) Інші маєтки Шидловських:
- Слобода Богуславське - при поділі спадку в 1799 році дісталась Роману Романовичу;
- Село Букине – належало родині Зарудних. Продано Василем Андрійовичем Зарудним Миколі Романовичу Шидловському;
- Слобода Дворічний Кут - належала спершу родині Шидловських. Потім перейшла до Ковалевських. Один з власників - Максим Максимович Ковалевський.
- Слобода Іванівка (Капустянівка)- була дана в придане Миколі Романовичу Шидловському за Марією Іванівною Капустянською;
- Слобода Олександрівка та/або Олександрівка;
- Слобода Куньє- спершу належала Донець-Захаржевським. Згодом як придане потрапило до родини Шидловських. При поділі спадку в 1799 році дісталось Миколі Романовичу;
- Слобода Новий Мерчик- при поділі спадку в 1799 році дістався Григорію Романовичу;
- Селище Райське
- Слобода Старий Мерчик - одне зі старіших володінь Шидловських. Був родинним гніздом ще при Лаврентію Івановичу, який побудував собі в слободі палац. Старий палац був зруйновано при Григорію Романовичу, який збудував на його місті сучасний палац;

## Світлини

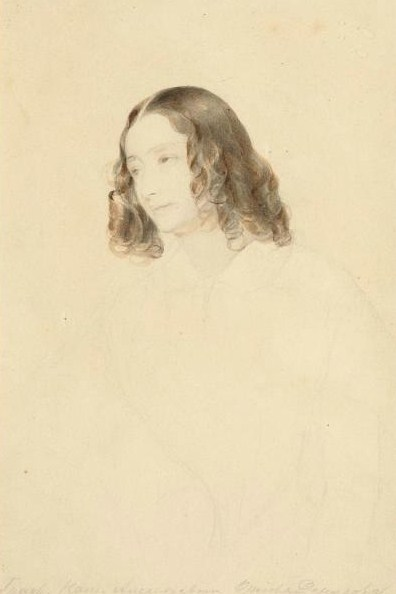
Наталя Олексіївна Лужина (при народженні Шидловська)